# Yoomiii
Yoomiii war eine dreiköpfige deutsche Popband.

## Bandgeschichte
Nach dem Erfolg der Doku-Soap Das Star-Tagebuch im Jahr 2005, aus dem die Gruppe Banaroo hervorgegangen war, entschlossen sich die Programmplaner des deutschen Fernsehsenders Super RTL zu einer Fortsetzung. Yoomiii wurde Anfang 2006 von Super RTL für die Serie Yoomiii: Das Star-Tagebuch zusammengestellt, die zwischen April und Juli 2006 täglich im Vorabendprogramm des Senders ausgestrahlt wurde.

## Mitglieder
- Bouchra Nisha Tjon Pon Fong (* 28. April 1983 in Utrecht, Niederlande)
  - Mutter aus Marokko, Vater aus Südamerika
  - stand bereits früher mit eigener Band auf der Bühne
- Kristin Siegel (* 7. Oktober 1986 in Leipzig)
  - hat seit fünf Jahren Gesangsunterricht und spielt Klavier
- Nina Alexandra Filipp (* 10. Mai 1984 in Hamburg)
  - hat eine Ausbildung zur Bühnendarstellerin an der Stage School of Music, Dance and Drama in Hamburg erfolgreich absolviert

## Diskografie

### Studioalben
| Jahr | Titel              | Höchstplatzierung, Gesamtwochen, AuszeichnungChartplatzierungen (Jahr, Titel, Platzierungen, Wochen, Auszeichnungen, Anmerkungen) | Höchstplatzierung, Gesamtwochen, AuszeichnungChartplatzierungen (Jahr, Titel, Platzierungen, Wochen, Auszeichnungen, Anmerkungen) | Höchstplatzierung, Gesamtwochen, AuszeichnungChartplatzierungen (Jahr, Titel, Platzierungen, Wochen, Auszeichnungen, Anmerkungen) | Anmerkungen                         |
| Jahr | Titel              | DE | AT | CH | Anmerkungen                         |
| ---- | ------------------ | --- | --- | --- | ----------------------------------- |
| 2006 | Here We Are        | DE18 (9 Wo.)DE | AT4 Gold · (13 Wo.)AT | CH24 (10 Wo.)CH | Erstveröffentlichung: 16. Juni 2006 |
| 2007 | Let the Music Play | — | — | — | Erstveröffentlichung: 11. Mai 2007  |

### Singles
| Jahr | Titel Album                       | Höchstplatzierung, Gesamtwochen, AuszeichnungChartplatzierungen (Jahr, Titel, Album, Platzierungen, Wochen, Auszeichnungen, Anmerkungen) | Höchstplatzierung, Gesamtwochen, AuszeichnungChartplatzierungen (Jahr, Titel, Album, Platzierungen, Wochen, Auszeichnungen, Anmerkungen) | Höchstplatzierung, Gesamtwochen, AuszeichnungChartplatzierungen (Jahr, Titel, Album, Platzierungen, Wochen, Auszeichnungen, Anmerkungen) | Anmerkungen                          |
| Jahr | Titel Album                       | DE | AT | CH | Anmerkungen                          |
| ---- | --------------------------------- | --- | --- | --- | ------------------------------------ |
| 2006 | Gimme, Gimme, Gimme Here We Are   | DE12 (12 Wo.)DE | AT4 (21 Wo.)AT | CH12 (13 Wo.)CH | Erstveröffentlichung: 19. Mai 2006   |
| 2006 | A Kiss Is All I Miss Here We Are  | DE43 (8 Wo.)DE | AT22 (9 Wo.)AT | CH31 (4 Wo.)CH | Erstveröffentlichung: 14. Juli 2006  |
| 2007 | Rhythm of Love Let the Music Play | DE93 (2 Wo.)DE | — | — | Erstveröffentlichung: 13. April 2007 |

### Videoalben
- 2006: Yoomiii der Film